# Верхний Тар-Тагай
Верхний Тар-Тагай — река в России, протекает в Республике Алтай. Устье реки находится в 135 км по левому берегу реки Чулышман. Длина реки составляет 20 км.

## Данные водного реестра
По данным государственного водного реестра России относится к Верхнеобскому бассейновому округу, водохозяйственный участок реки — Бассейн оз. Телецкое, речной подбассейн реки — Бия и Катунь. Речной бассейн реки — (Верхняя) Обь до впадения Иртыша.
Код объекта в государственном водном реестре — 13010100112115100001791.